# Výměna bez záruky
Výměna bez záruky (v anglickém originále Double, Double, Boy in Trouble) je 3. díl 20. řady (celkem 421.) amerického animovaného seriálu Simpsonovi. Scénář napsal Bill Odenkirk a díl režírovala Nancy Kruseová. V USA měl premiéru dne 19. října 2008 na stanici Fox Broadcasting Company a v Česku byl poprvé vysílán 20. září 2009 na stanici ČT2.

## Děj
Epizoda začíná ve chvíli, kdy se Maggie, Homer a Bart ocitnou v Kwik-E-Martu. Apu se snaží přimět Homera, aby si koupil poslední los, a tvrdí, že poslední los je vždy šťastný. Když se Homer chystá vytáhnout peníze na koupi losu, Bart se pokusí skočit z regálu a přistát ve vozíku náčelníka Wigguma plném marshmallow. Wiggum však s vozíkem pohne a Homer musí běžet, aby svého syna chytil, zatímco Lenny přistoupí k pultu a poslední los zakoupí. Lenny vyhraje 50 000 dolarů, což Homera přiměje žárlit. Apu se rozhodne, že to zapíše do své knihy Příběhy z Kwik-E Martu. V hospodě U Vočka Lenny oznámí, že svou výhru utratí za obří večírek v hotelu Woosterfield pro všechny své přátele. Když je čas na večírek odejít, Simpsonovi nemohou Barta najít, protože je nahoře na půdě s vodní pistolí plnou kočičí moči. Když se ji chystá vystřelit z okna na Roda a Todda Flandersovy, vstoupí do toho Marge a Bart omylem postříká ji. Marge se tak musí převléknout a na večírek si vzít průměrné „záložní šaty“. Homer a Marge se diví, proč se Bart neumí chovat, a dojdou k závěru se, že zlobil už v děloze, když těhotná Marge omylem spolkla malou kapku šampaňského poté, co starosta Quimby pokřtil novou loď námořnictva U.S.S. Float-and-Shoot. Kapka dopadla na zárodek Barta a zkazila ho. Na Lennyho večírku Bart zjistí, že Lenny bude rozdávat jako dárek vysávací roboty, a aktivuje na nich všechna nebezpečná nastavení, a oni tak zaútočí na hosty večírku. Když všichni zjistí, že je viníkem útoků Bart, Marge mu odebere možnost hrát stolní hry bez kostek poté, co Bart řekne, že už mu zakázala televizi i videohry. Na toaletě se Bart seznámí se Simonem Woosterfieldem, klukem, jenž je Bartovým přesným dvojníkem a zároveň patří do miliardářské rodiny. 
Kluci se rozhodnou, že si tajně vymění pozice a budou chvíli žít život toho druhého, a tak si v koupelně hotelu vymění oblečení. Bartovi se nový život bohatého dítěte líbí, dokud nepotká nevlastní sourozence Devana a Quenley, kteří Simona nenávidí, protože jim brání zdědit celý rodinný majetek. Simon odmítá jíst Marginy vařené nudle s křupkami, a tak je sní Homer, žvýkaje s otevřenou pusou. Když je Simon poslán do postele bez večeře, protože nazval Homera chrchlající opicí, dá mu Marge pizzu bez kůrky a uloží ho ke spánku. Další den Woosterfieldovi uspořádají večírek pro všechny své bohaté přátele. Devan s Quenley zavřou Barta do mauzolea Woosterfieldových a řeknou mu, že se těla mění v cukroví. Pan Burns ho ale dostane ven a poví mu, že byl kdysi nejmladší v bohaté rodině a všichni jeho sourozenci zemřeli různými způsoby a že Bartovi hrozí nebezpečí od jeho vlastní rodiny. Bart si uvědomí, že Devan a Quenley chtějí Simona zavraždit, aby si mohli vzít jeho podíl z dědictví. 
Když Simon zdvořile vyslechne Abeovy historky, Líza dojde k závěru, že Simon je podvodník, a Simon Simpsonovým vysvětlí svůj příběh s tím, že Devan a Quenley vezou Barta do Aspenu, kde se ho pokusí zabít. Než se k němu Simpsonovi dostanou, Quenley strčí Barta dolů ze sjezdovky pro zkušené lyžaře. Rodina Simpsonových se loučí se Simonem a Homer mu říká, že je mu líto, že se musí vrátit ke svým chamtivým nevlastním sourozencům, ale Simon ho ujišťuje, že bude v pořádku. Jeho sluha Chester ho opět přivítá u své rodiny se zmrzlinou s horkým fondánem. Díl končí tím, že Marge Barta láskyplně uloží do postele a on spokojeně pronese: „To je život.“.

## Kulturní odkazy
Děj epizody je parodií na román Daphne du Maurierové Obětní beránek a Simonův kůň Shadowfax je pojmenován podle Gandalfova koně ze série Pán prstenů. Gaučový gag, kdy rodinu zachvátí tornádo a odnese ji na černobílou farmu, je odkazem na Čaroděje ze země Oz. Kromě toho má Apu k dispozici číslo časopisu Příběhy z Kwik-E Martu, jenž je parodií na komiksový seriál Příběhy ze záhrobí. Na začátku epizody Homer odkazuje na film Dennis – postrach okolí.
V jedné pasáži Bart prochází kolem sídel několika celebrit, včetně herce Macaulaye Culkina, Micka Fleetwooda, Stevie Nicksové a „McDreamyho“ a „McSteamyho“, odkazující na postavy Dereka Shepherda a Marka Sloana z lékařského seriálu Chirurgové, stejně jako na skutečnou restauraci McDonald's. Uvnitř Woosterfieldova sídla je v Simonově pokoji strop z jednoho z paláců Saddáma Husajna. 
Mezi písně, které v epizodě zazněly, patří „Thank You for Being a Friend“ od Andrewa Golda, píseň použitá jako úvodní píseň k seriálu The Golden Girls, kterou zpívá Lenny, Marge při mytí nádobí zpívá „Scrubbing You“ na melodii písně Minnie Ripertonové „Lovin' You“ a „Notre Dame Victory March“ hraje, když se objeví Joe Montana.

## Přijetí
Díl sledovalo přibližně 8,09 milionu diváků.
Robert Canning z IGN díl ohodnotil známkou 7,8 z 10 a uvedl: „Jistě to nebyla zdaleka převratná epizoda, ale naše znalost postav a přiměřené množství smíchu se postaraly o další příjemný divácký zážitek. (…) Příběh jako celek byl zajímavý a vtipy byly dostatečně vtipné na to, aby vyvolaly několik slyšitelných hurónských záchvatů.“.
Erich Asperschlager z TV Verdictu uvedl: „Výměna bez záruky získává na měřiči smíchu solidní dvojku. Ačkoli tam nebylo mnoho výbuchů smíchu, zasmál jsem se více než několikrát.“.